# 亞洲青年日
（簡稱「亞青」），是一個專為亞洲公教青年而設的聚會，每2－3年舉行一次。

## 目的
在為期一週的教會青年聚會中，透過祈禱、培育聚會、信仰經驗分享等，讓青年計劃未來的信仰生活。同時希望藉此機會，於亞洲不同的宗教文化脈絡中，讓公教青年探索和更新信仰，使他們更能透過公義與和平的行動，以傳揚復活的基督、為福音作見證。

## 源起
在1991年波蘭琴斯托霍瓦世界青年日期間，三十多個來自亞洲的代表，出席了第三屆國際青年會議（International Youth Forum）。會議中他們表示：希望亞洲教會可建立有助各種交流的途徑和網絡、期望舉辦為亞洲公教青年而設的活動。
1993年在泰國曼谷舉行了一個青年諮詢會議，與會的青年代表建議亞洲主教團協會（Federation of Asian Bishops' Conferences），於教友委員會下成立一個青年工作小組，好讓亞洲青年及青年領袖在此團體內得到支持，並鼓勵亞洲各地的青年牧民委員會彼此合作及聯繫。
1994年，青年辦公室（Youth Desk）正式成立，並成功地為亞洲青年及青年領袖舉辦了多個活動，包括在世界青年日期間舉行的「亞洲青年聚會」（Asian Youth Gathering）、「亞洲青年領袖會議」（Asian Youth Ministers' Meeting）以及亞洲青年節。

## 歷屆資料
| 屆 | 年份 | 日期           | 國家                | 城市     | 主題                                         | 備註                 |
| -- | ---- | -------------- | ------------------- | -------- | -------------------------------------------- | -------------------- |
| 1  | 1999 | 8月7-12日      | 泰國                | 華欣     | 亞洲青年與基督共步向新千禧年                 |                      |
| 2  | 2001 | 8月11-17日     | 中華民國            | 台北     | 我們被召成聖和彼此團結                       |                      |
| 3  | 2003 | 8月10-17日     | 印度                | 班加羅爾 | 亞洲公教青年人，和平國度齊覓尋               |                      |
| 4  | 2006 | 7月30日-8月5日 | 中华人民共和国 香港 | 香港     | 青年——亞洲家庭之希望                         |                      |
| 5  | 2009 | 11月20-27日    | 菲律賓              | 伊穆斯   | 亞青節：亞洲青年共聚一堂、分享聖言、活出聖祭 |                      |
| 6  | 2014 | 8月10-17日     |                     | 大田     | 亞洲青年！醒吧！殉道者的光榮照亮你！         | 教宗方濟各親自出席。 |
| 7  | 2017 | 7月30日-8月6日 | 印度尼西亞          | 日惹     | 喜樂的亞洲青年！在文化多元的亞洲活出福音     |                      |